# Фине, Эдди
Эдди Фине (фр. Eddy Finé); (род. 20 ноября 1997, Эрбей) — французский профессиональный шоссейный велогонщик, выступающий с 2020 года за команду мирового тура «Cofidis».

## Достижения

### Циклокрос
2014-2015
1-й  Чемпион Франции  (юниоры)
2018-2019
2-й  Чемпионат Франции U23
2-й Кубок Франции U23
5-й Кубок мира U23

### Шоссе
2018
1-й — Этап 1 Tour de la Mirabelle
2019
1-й — Этап 3 Tour de Savoie Mont-Blanc
1-й Grand Prix du Pays de Montbéliard
2-й Grand Prix de Blangy-sur-Bresle
2-й Tour du Charolais
3-й Чемпионат Франции (любители)
5-й Тур дю Юра (Франция) — Генеральная классификация